# Agave spicata
Agave spicata là một loài thực vật có hoa trong họ Măng tây. Loài này được Cav. mô tả khoa học đầu tiên năm 1802.